# Ioan Papp (a Tomii)
Ioan Papp (a Tomii) (n. 1879, Săpânța – d. 1949, Săpânța) a fost un deputat în Marea Adunare Națională de la Alba Iulia, organismul legislativ reprezentativ al „tuturor românilor din Transilvania, Banat și Țara Ungurească”, cel care a adoptat hotărârea privind Unirea Transilvaniei cu România, la 1 decembrie 1918.

## Biografie
Ioan Papp a fost delegat al cercului electoral Teceu. Totodată a fost și membru al Sfatului Național Săpânța și al Gărzii Naționale. A decedat la Săpânța în anul 1949.